# Ischyrus quadripunctatus
Ischyrus quadripunctatus (лат.) — вид жуков-грибовиков рода Ischyrus.

## Распространение
Встречается в восточной части США и в Скалистых горах.

## Описание
Жук длиной до 8 мм. Переднеспинка жёлтая с четырьмя чёрными точками, это и является главной чертой в диагностике вида. Надкрылья чёрны с двумя огромными волнистыми жёлтыми продольными линиями. Голова чёрная.

## Экология и местообитания
Встречаются в мусоре, а летом на грибах. Питаются, главным образом грибами. Часто сбиваются в огромные кучи во время поиска пищи.

## Подвид
- Ischyrus quadripunctatus chiasticus Boyle, 1954
- Ischyrus quadripunctatus quadripunctatus (Olivier, 1791)